# Kamijoro
Kamijoro is een bestuurslaag in het regentschap Purworejo van de provincie Midden-Java, Indonesië. Kamijoro telt 1116 inwoners (volkstelling 2010).